# Euglossinos
Os Euglossinos (Euglossini) é uma tribo de abelhas formada por cinco gêneros, que pertence à subfamília Apinae. As abelhas desta tribo são popularmente conhecidas como abelhas-das-orquídeas.

## Ecologia

### Distribuição
Encontram-se entre os grupos de abelhas mais importantes da região Neotropical pelo seu trabalho polinizador de muitas das espécies nativas das florestas. Ocorre do norte da Argentina ao sul dos Estados Unidos (introduzida) e em diferentes biomas, mas é mais diversificado nas florestas úmidas.

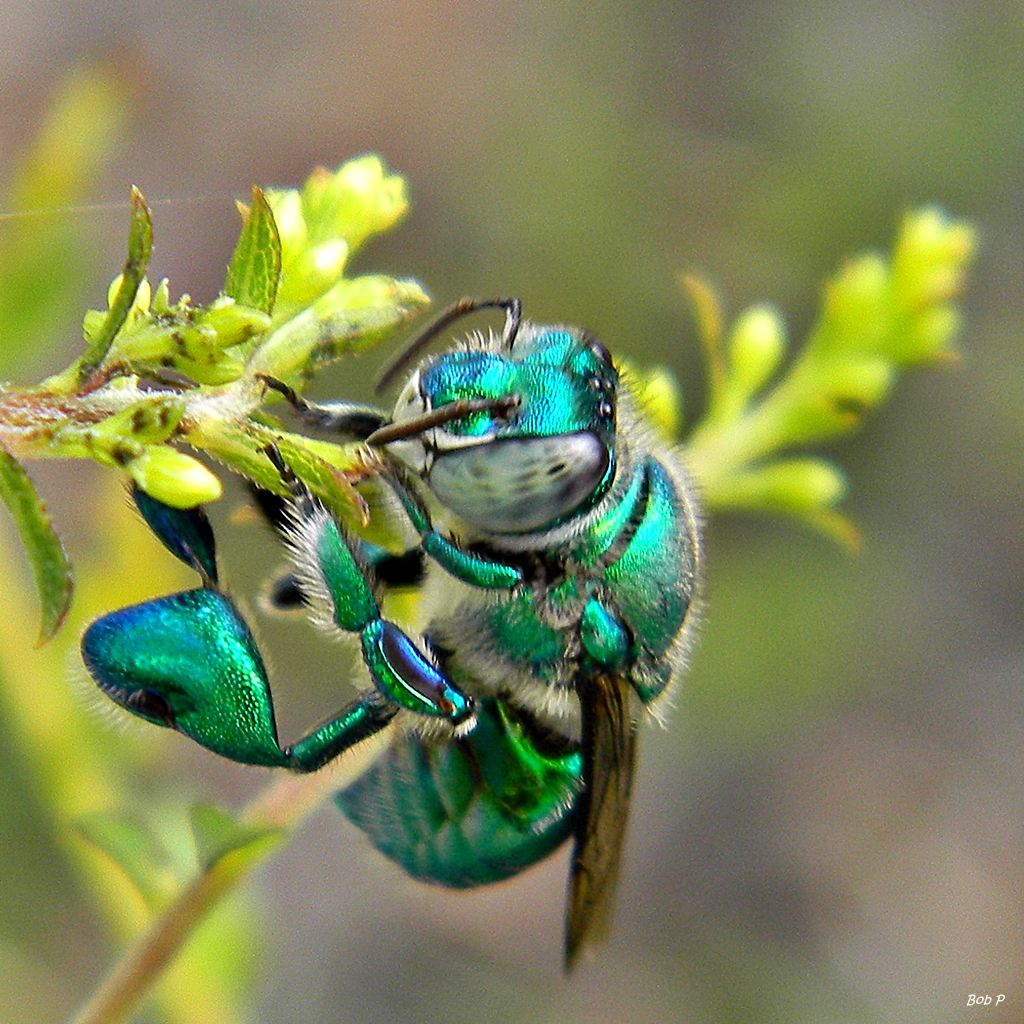
Espécie do gênero Euglossa

### Morfologia
Muitas "abelhas das orquídeas" são facilmente reconhecidas por conterem um tegumento iridescente, que reflete cores metalizadas, geralmente em tons de verde e azul (embora possam ser confundidas com membros de outros grupos, como abelhas da família Halictidae ou mesmo vespas Chrysididae).

### Hábitos
Os Euglossini são conhecidos como as “abelhas das orquídeas” pelo fato dos machos desta tribo apresentarem uma íntima relação com as flores de cerca de 30% das espécies da família Orchidaceae, sendo polinizadores exclusivos de algumas espécies do grupo. Os machos visitam as flores de orquídeas para coletar compostos aromáticos, especialmente terpenos e sesquiterpenos que são secretados por regiões especializadas do labelo da flor. Ainda não se tem certeza sobre a função destes compostos, mas as hipóteses mais aceitas atribuem uma função sexual a tais substâncias após sua “metabolização” podendo atuar, por exemplo, no processo de acasalamento, como fator de reconhecimento intraespecífico e/ou de seleção sexual.
Dos cinco gêneros da tribo, dois (Exaerete e Aglae) contêm exclusivamente espécies parasitas de ninhos de outras abelhas Euglossini. Muitas espécies da tribo são solitárias, mas grande parte das espécies de Euglossa constituem colônias para ou semissociais com várias fêmeas, sendo os ninhos constituídos de mães e filhas, todas reprodutivas.

## Taxonomia
Em algumas classificações (como a de Silveira et al. 2002), as abelhas das orquídeas são agrupadas junto com as outras abelhas corbiculadas - nas quais as fêmeas possuem uma concavidade (ao invés de um agregado de pêlos longos, densos e plumosos, como na maioria das abelhas com escopa) na tíbia da perna posterior, para a coleta de pólen. Esse grupo de abelhas corbiculadas é então chamado de tribo Apini, e os quatro grupos aí incluídos são as subtribos Apina, Meliponina, Bombina e Euglossina.
Em função da atratividade dos machos pelos compostos voláteis artificiais, grande parte das espécies da tribo foi descrita somente com base nesses indivíduos, de modo que pouco se conhece sobre a taxonomia das fêmeas da maior parte das espécies atualmente descritas. Desse modo, apesar de muitas espécies já terem sido sequenciadas e armazenadas em bases de dados como no GenBank, ainda carecem mais estudos tanto morfológicos quanto moleculares para a designação de alótipos para as espécies já descritas, a designação de neótipos para espécies cuja fêmea descrita na verdade corresponde a outra espécie, bem como a definição de novos caracteres morfológicos tão confiáveis e estáveis como os estabelecidos para os machos e a elaboração de chaves taxonômicas para as fêmeas. Atualmente, a forma mais confiável de se obter a identificação das fêmeas das espécies é através da identificação casada a partir da identificação de machos que emergirem das células dos ninhos e através da realização de análises moleculares. 

### Gêneros
Os gêneros de Euglossini ou Euglossina são:
- Aglae - Contém apenas uma espécie parasita de ninho de Eulaema, a espécie Aglae caerulea, de grande porte e coloração metálica verde-azulado.
- Euglossa - o gênero mais diverso da tribo, contém dezenas de espécies de pequeno a médio porte, com coloração geralmente metálica, às vezes verde, azul ou vermelha, podendo raramente apresentar algumas espécies de coloração preta (subgênero Glossuropoda) ou castanho-alaranjado, podendo ser confundidas com abelhas do gênero Melipona (subgênero Euglossella).
- Eulaema - contém várias espécies de médio a grande porte, geralmente pretas com marcas amarelas no abdome. Não metálicas e com alguns pêlos, podem ser confundidas com outras abelhas popularmente chamadas mamangabas (como Bombus ou Xylocopa). Podem apresentar algumas reflexões azul ou esverdeadas nos tergos metassomais e asas metade claras metade escuras (subgênero Eulaema) ou marcas esbranquiçadas ou amareladas na face e asas de coloração uniforme (subgênero Apeulaema).
- Eufriesea - o segundo gênero mais diverso da tribo, com espécies de médio a grande porte, podendo quase inteiramente pretas com algum brilho metálico (geralmente na face) ou completamente metalizadas. Podem apresentar brilho metálico de várias cores.
- Exaerete - Espécies parasitas de ninho de Eufriesea e Eulaema, de grande porte e coloração metálica esverdeada.